# Грига, Лариса Валерьевна
Лариса Валерьевна Грига (укр. Лариса Валеріївна Грига, род. 31 мая 1984 года, Днепропетровск, СССР) — украинская бадминтонистка. Мастер спорта международного класса Украины.
Начала заниматься бадминтоном в 9 лет. Первым тренером был Владимир Шиян.
Чемпионка Украины в одиночном (2007) и парном (2002, 2004, 2005, 2006, 2007) разрядах. Участница Олимпийских игр 2008 в Пекине. Участница чемпионатов мира 2005, 2006, 2007, чемпионатов Европы 2004, 2008.
Победительница Belgian International в одиночном разряде (2007).
Тренер — Виктория Семенюта.

## Ссылка
- Профиль на Sports-Reference.com (англ.)
- Профиль на сайте Бадминтон Украины (рус.)